# Označenec
Označenec (tudi signifikat) je pomenski ali vsebinski del jezikovnega znaka. 
Kot termin ga je vpeljal Ferdinand de Saussure. 
Primer: beseda jabolko je označevalec, predmet jabolko je označenec. Odnos med prvim in drugim ni trdno določen. 